# Anthoporia
Anthoporia is een monotypisch geslacht van schimmels behorend tot de familie Fomitopsidaceae. Het bevat alleen Anthoporia albobrunnea.